# Mellers kameleon
Mellers kameleon (Trioceros melleri) is een hagedis uit de familie kameleons (Chamaeleonidae).

## Naam en indeling
De wetenschappelijke naam van de soort werd voor het eerst voorgesteld door John Edward Gray in 1864. Oorspronkelijk werd de wetenschappelijke naam Ensirostris melleri gebruikt.
Er zijn verschillende Nederlandstalige namen zoals reuzenkameleon, flapnekkameleon, olifantsoorkameleon of zebrakameleon en zelfs combinaties hiervan zoals reuzenflapnekkameleon. De soortaanduiding melleri is vernoemd naar dr. Charles James Meller, de botanicus van David Livingstone.

## Uiterlijke kenmerken
Mannetjes worden ongeveer zestig centimeter lang, vrouwtjes blijven kleiner, deze soort is een van de grootste kameleons en de grootste die niet op Madagaskar voorkomt. De staart is erg dik en in opgerolde toestand slechts een derde van de lichaamslengte, waardoor het lichaam nog groter lijkt. Mellers kameleon heeft een losse, van het lichaam afgescheiden oorkwab die enigszins aan een olifantsoor doet denken en twee kleine hoorntjes vooraan op de neus.
De lichaamskleur varieert van groen tot bruin, deze soort is relatief eenvoudig te herkennen aan de duidelijke gele dwarsbanden over het hele lijf, in het bijzonder de staart en over het gehele lijf kleine zwarte stippen. Juveniele dieren zijn meestal zwart/wit gestreept en hebben vaak nog geen echte groen- en bruintinten.

## Levenswijze

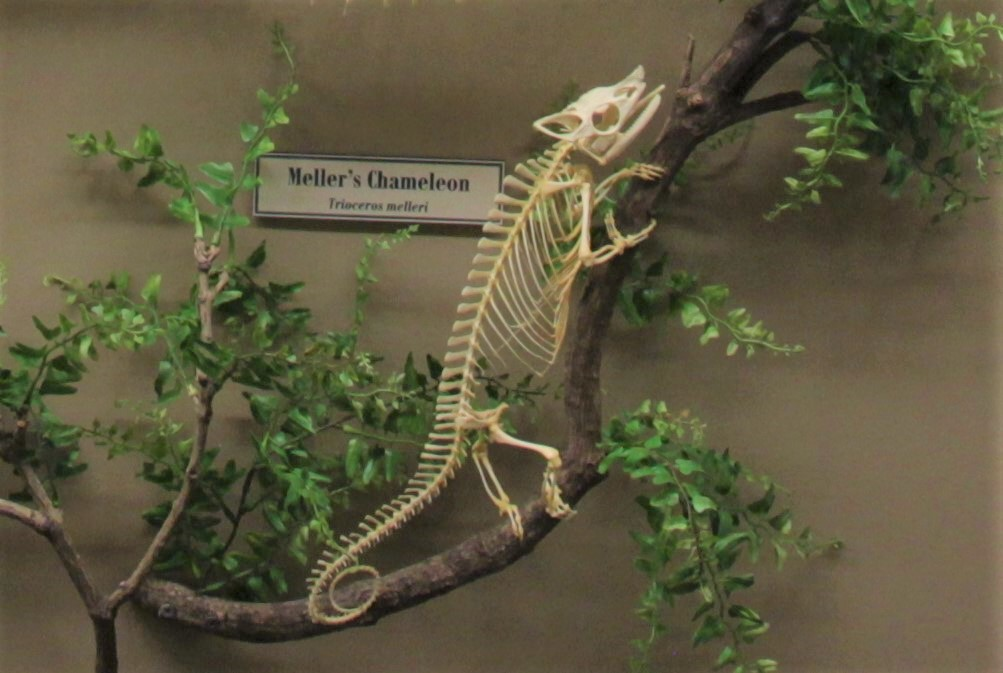
Skelet van de kameleon in een museum

Vanwege de grootte worden ook wat grotere insecten gegeten, maar ook wel vogels en hagedissen, die gevangen worden met de kleeftong. Deze kameleon is zowel tegen mensen als soortgenoten bijzonder agressief en bijterig. Mellers kameleon kan een leeftijd bereiken van twaalf jaar, wat voor kameleons zeer oud is, veel soorten worden slechts enkele jaren oud.

## Verspreiding en habitat
Het verspreidingsgebied beslaat delen van oostelijk Afrika; de kameleon leeft in de landen Malawi, Mozambique en Tanzania.
De habitat bestaat uit droge tropische en subtropische bossen, de kameleon kan zich aanpassen aan sterk door de mens aangepaste omgevingen zoals tuinen. De soort is aangetroffen van zeeniveau tot op een hoogte van ongeveer 800 meter boven zeeniveau.

## Beschermingsstatus
Door de internationale natuurbeschermingsorganisatie IUCN is de beschermingsstatus 'veilig' toegewezen (Least Concern of LC).